# Regelbasierte Ordnung
Unter der regelbasierten internationalen Ordnung (auch regelbasierte Weltordnung, englisch rules-based international order, RBO) versteht man im engeren Sinne die im Rahmen des Völkerrechts kodifizierte und in multilateralen Formaten organisierte Struktur internationaler Beziehungen. Insbesondere die UN-Charta gibt ein klares und verbindliches Regelwerk vor, wie Staaten miteinander interagieren sollen, und organisiert in Form der Vereinten Nationen deren Zusammenarbeit. Unter anderem verbietet sie Gewalt als Mittel der Politik. Damit ist die regelbasierte Ordnung vor allem als Gegensatz zum „Recht des Stärkeren“ zu sehen. Im weiteren Sinne gibt es auch darüber hinausgehende Interpretationen des Begriffs, die etwa auch bestimmte liberale Werte umfassen (siehe unten).

## Geschichte
In der längsten Zeit der Menschheitsgeschichte herrschte keine regelbasierte internationale Ordnung, sondern im Wesentlichen ein Recht des Stärkeren als Naturzustand. Nur vereinzelt wurden Übereinkommen zwischen Staaten geschlossen und gemeinsame Regeln der Kriegsführung festgelegt. Mit dem Westfälischen Friede 1648 wurde dagegen erstmals die souveräne Gleichheit der Staaten festgelegt; und damit eine erste grobe internationale Ordnung. Im 19. Jahrhundert entwickelte sich dann das humanitäre Völkerrecht als erstes allgemeingültiges Regelwerk, das zunächst insbesondere kriegerische Auseinandersetzungen regeln sollte, darunter die Genfer Konventionen und die Haager Landkriegsordnung. Es folgten zahlreiche weitere Übereinkommen in verschiedenen Bereichen. Mit Gründung des Völkerbundes 1920 und später der Vereinten Nationen gab es erstmals auch ein dauerhaft organisiertes internationales Forum, das diese Ordnung durchsetzen sollte. Heutzutage regeln unzählige völkerrechtliche Verträge und Organisationen die internationale Ordnung in bestimmten Gebieten, darunter etwa im Handelsrecht oder im Hinblick auf Menschenrechte. Nachdem viele dieser Normen zu Beginn aus Europa stammten, hat seit dem Ende des Zweiten Weltkriegs insbesondere die USA die heute gültige (liberale) Regelordnung geprägt und seit dem Zerfall der Sowjetunion auch dominiert. Allerdings gerät diese Ordnung, die von Francis Fukuyama 1989 schon als das „Ende der Geschichte“ bezeichnet wurde, seit Mitte der 2000ern wieder zunehmend unter Druck: Etwa durch den zunehmenden Einfluss von totalitären Staaten wie China oder den Neoimperialismus Russlands, aber auch durch gegenläufige Trends innerhalb westlicher Staaten, etwa durch Nationalisten, Populisten, Revisionisten und Globalisierungsgegner.

## Begriffsinterpretation
International wird die konkrete Bedeutung des Begriffes bzw. was alles zu dieser „Ordnung“ zählt teils unterschiedlich interpretiert und akademisch diskutiert. So wird die internationale Ordnung teils nicht nur als Gesamtheit des Völkerrechts interpretiert, sondern auch als gewisse konkrete Machtverhältnisse. Der Zusatz „regelbasiert“ soll diesem Eindruck jedoch entgegenwirken. Darüber hinaus wird gelegentlich auch unverbindliches Soft Law (welches jedoch vom Völkergewohnheitsrecht abzugrenzen ist) sowie das derzeitige weltweite Handelssystem als Teil dieser Regeln verstanden. Versteht man darunter auch eine bestimmte, liberale Wertvorstellung, ist (insbesondere im englischsprachigen Raum) auch von der liberalen Weltordnung (englisch liberal international order, LIO) die Rede. Letztere basiert nicht nur auf der Vorstellung der Staatengleichheit, sondern auch der sozialen Gleichheit der Menschen, sowie auf demokratischen und marktwirtschaftlichen Prinzipien und wird daher insbesondere von Staaten der westlichen Welt vertreten, obgleich bspw. die Menschenrechte mittlerweile (zumindest de jure) als allgemeingültig anerkannt sind.

### Vereinte Nationen (UNO)
Der Generalsekretär der Vereinten Nationen António Guterres sah 2018 eine Bedrohung des Multilateralismus, was das Risiko von Konfrontationen zwischen Staaten erhöhe. Er forderte zur Abwehr eine Erneuerung des Bekenntnisses zu einer regelbasierten Ordnung, mit den Vereinten Nationen im Mittelpunkt und Institutionen und Verträgen, die diese mit Leben erfüllen.

### Bedeutung in Deutschland
Die deutsche Regierung summiert unter der regelbasierten Ordnung als politischem Begriff sowohl rechtlich verbindliche Normen des Völkerrechts als auch rechtlich nicht bindende Normen, Standards und Verhaltensregeln. Als Beispiele dafür werden genannt das pünktliche Zahlen von Beiträgen, die multilaterale Zusammenarbeit mit dem Ziel einer kooperativen Weltordnung oder informelle Zusammenschlüsse in Freundesgruppen oder Allianzen. Ebenso beziehe sich der Begriff weiters auf verschiedene internationale Foren und ihre Entscheidungsregeln sowie Verhandlungsprozesse. zusätzlich zur UNO-Charta, der „Verfassung“ der Vereinten Nationen (UN).
„Völkerrecht“ beziehe sich dabei auf rechtlich bindende Regeln des Umgangs der Völkerrechtssubjekte, insbesondere der Staaten, miteinander. Dies umfasse internationale Übereinkünfte allgemeiner oder besonderer Natur, wie die Charta der Vereinten Nationen oder die Menschenrechtskonventionen, daneben aber auch internationales Gewohnheitsrecht und allgemeine Rechtsgrundsätze.
Das Auswärtige Amt benennt unklarer neben den Vereinten Nationen und dem Völkerrecht ausdrücklich die Agenda 2030 (UNO), G7 und G20, NATO, OSZE und den Europarat als Bestandteile der regelbasierten Ordnung. In Deutschland wurde der Begriff durch dessen Außenpolitiker ab 2017 etabliert und seit 2018 immer häufiger statt des Begriffs „internationales Recht“ verwendet, um dieses durch ein eigenes Verständnis weiterer internationaler Regeln zu ergänzen und zu ersetzen.

### Bedeutung in den USA und Australien
In den USA und Australien beinhaltet die regelbasierte Ordnung eine seit den 1960er Jahren postulierte globale Vorrangstellung der USA und ihrer Militärbündnisse im asiatisch-pazifischen Raum. Die regelbasierte Ordnung ist in Australien ein zentraler Begriff, seit den Weißbüchern zur Verteidigungspolitik 2009. In den USA wurde der Begriff erstmals 2015 in der Nationalen Sicherheitsstrategie (NSS) verwendet, mit der Vormachtstellung der USA sei danach eine starke und dauerhafte amerikanische Führung für die RBO unverzichtbar. Sowohl Russland als auch China seien eine Bedrohung für die RBO. In den USA hat der Begriff bei Spitzenpolitikern zu Beginn der 2020er Jahre immer häufiger den eingeführten Begriff „Internationales Recht“ abgelöst. Motivation für die Nutzung des vagen Begriffs ist, dass die USA in vielen multilateralen Abkommen nicht Mitglied sind und ihre Interessen auch in umstrittener Art mittels Stärke durchsetzen.

### Bedeutung in Indien
Nach dem indischen Verständnis der RBO müsse diese sich durch Dialog herausbilden. Sie müsse auf Zustimmung aller basieren, nicht auf der Macht weniger. Dazu müsse auch der UNO-Sicherheitsrat reformiert werden, es sei eine bessere Vertretung in Internationalem Währungsfonds und der Weltbank nötig. Die Souveränität und die territoriale Integrität der Staaten sowie die Gleichheit aller Länder sei danach zentral für die RBO.

### Bedeutung in China und Russland
China und Russland lehnen den Begriff der regelbasierten Ordnung ab, da er aus ihrer Sicht für eine Weltordnung unter der Führung der USA stehe. China beruft sich allein auf den Begriff „Völkerrecht“ und die UNO und befürwortet eine multipolare Weltordnung mit den Kernwerten staatlicher Souveränität und Nichteinmischung.

## Kritik an der Verwendung des Begriffs
2023 gab es keine Anzeichen, dass die regelbasierte Ordnung die Form allgemeiner oder besonderer internationaler Übereinkommen im Sinne von Artikel 38 Absatz 1 Buchstabe a des Statuts des Internationalen Gerichtshofs annehmen würde. Weder die Völkerrechtskommission noch der Sechste Ausschuss der Vereinten Nationen sind am Zustandekommen beteiligt. Die Regeln selbst wie ihre Entstehung sind unklar und scheinen den Interessen und Werten der Staaten zu dienen, die sie postulieren. Dabei wird kein Versuch unternommen, die RBO mit einer Rechtsordnung mit definierten Regeln und Verfahren zur Rechtsetzung und Streitbeilegung zu hinterlegen. Problematisch bei der Verwendung des Begriffs der regelbasierten Ordnung gegenüber dem etablierten internationalen Recht ist, dass er letzteres begrifflich ablöst und damit dessen Inhalte entwertet und bedroht.
Bei der RBO handelt es sich wohl um stillschweigende Vereinbarungen zwischen einigen westlichen Staaten, zu denen keine ausdrückliche Zustimmung vorliegt, obwohl eine solche notwendige Grundlage des verbindlichen Völkerrechts ist. Der Begriff wird politisch genutzt, um Staaten zur Einhaltung von Regeln aufzufordern, denen sie nicht zugestimmt haben und die daher für sie nicht bindend sind. Man kann die RBO als Instrument der westlichen Welt zur Durchsetzung eigener Interessen zur Sicherung ihrer Vorherrschaft betrachten, insbesondere durch die USA.